# والي بانكر
والي بانكر (بالإنجليزية: Wally Bunker)‏ هو كاتب للأطفال أمريكي، ولد في 25 يناير 1945 في سياتل في الولايات المتحدة.